# Ромейки (Вараський район)
Ро́мейки — село в Полицькій сільській громаді Вараського району Рівненської області України. Населення становить 1087 осіб.

## Географія
Над річкою Виркою, що впадає в річку Горинь, розмістилося село, яке має історичну назву — Ромейки.

## Назва
Село Ромейки за народними переказами отримало назву від свого засновника — Романа, однак, за версією науковців походження назви йде від слова «ромейський», тобто грецький.

## Історія

### Найдавніший період
Кам'яні знаряддя праці, знайдені на околиці села його мешканцями, свідчить, що люди жили тут з сивої давнини, вели своє господарство завдяки родючим ґрунтам, щедрим лісам, великій кількості корисних копалин: торфу, бурштину, глини.
Незважаючи на непрохідні болота, не обминули село й монголо-татари. Свідченням цього є урочище, яке носить назву «Татарино», а цілющу траву аїр ромейчани називають татаркою.

### Під владою князівських династій
У 13-14ст. село входило до складу Галицько-Волинського князівства.
У 1340 р. переходить до Литовського князівства, а пізніше внаслідок Люблінської унії, укладеної в 1569 р.- до складу Речі Посполитої.
З початку 16ст. Ромейки — власність князів Острозьких.
Першу письмову згадку про село знаходимо в інвентарних книгах князів Заславських за 1629 р. Це були часи, коли на наших землях панувала польська шляхта. Селяни активно боролися проти ополячення та покатоличення.
Пам'яттю про дні боротьби в ДАВО зберігаються справи «Про захоплення острова Кричильської церкви поміщиком с. Ромейки 1837—1864 рр.» та «Про розслідування причин пожежі в с. Ромейки, с. Веліхів 1847—1854 рр.»
Після трьох поділів Польщі 1795р, Ромейки переходять спочатку до Рафалівської, а потім до Городецької волості Луцького повіту Волинської губернії.
Опісля графів Ворцелів власником Ромейок довгий час був Маркіз Олізар, потім князі Четвертинські.
Так, Володимир Рожко (колишній вчитель історії нашої школи, нині -науковець) у своїй книзі «Нариси історії української православної церкви на Волині», зазначає, що в селі Ромейки у 1820 році було, 39 дворів, в яких проживало 158 чоловіків та 170 жінок, село перебувало у володінні графа Олізара.

## Населення
За переписом населення 2001 року в селі мешкали 1084 особи.

### Мова
Розподіл населення за рідною мовою за даними перепису 2001 року:
| Мова       | Кількість | Відсоток |
| ---------- | --------- | -------- |
| українська | 1080      | 99.36%   |
| російська  | 6         | 0.55%    |
| білоруська | 1         | 0.09%    |
| Усього     | 1087      | 100%     |

## Культура
Головним заняттям ромейців було землеробство та скотарство. Землю обробляли спочатку мотиками зробленими з каменю, а пізніше — з допомогою дерев'яного рала. При цьому почали застосовувати робочу силу волів, яких запрягали в ярмо. Вирощували ячмінь, жито, пшеницю, просо, льон, коноплі. Довгими зимовими вечорами в хатах горіла лучина, а в умілих жіночих руках крутилося веретено, намотуючи тонку пряжу. З найдавніших часів наші предки володіли мистецтвом виготовлення тканин з льону, конопель, вовни.
Складовою частиною культури жителів села був одяг. У найдавніші часи він розділявся чітко — на чоловічий та жіночий. Згодом з'явились різноманітні строї: святкові, обрядові, щоденні, які виконували різні функції: практичну, захисну, обрядову, оберегову. За вбранням можна було розрізнити до якої верстви населення належить його власник.
Чоловічий святковий одяг. Неодмінною складовою одягу односельчан була полотняна сорочка, комір та манжети якої, оздоблені вишивкою, полотняні штани. Теплим одягом слугували суконні свити кожухи.
Жіночий святковий одяг. Жінки Ромейок спочатку одягались у довгі полотняні вишиті сорочки, запаски/ плахти. Пізніше сорочки були коротшими, вони запихались у спідниці, які також були полотняними, а пізніше — суконними й обов'язково оздобленими різнокольоровими стрічками. Поверх сорочки надівали нагрудник, а з переду спідницю прикривав фартух, який також був оздоблений вишивкою, чи різнокольоровими стрічками.
Як чоловіки так і жінки взувалися у личаки, постоли, а заможні у чоботи. Проте, що серед жителів села були умільці по пошиву та ремонту чобіт, свідчать колодки, які знаходяться в шкільному краєзнавчому музеї, без яких впоратись зі своєю роботою не зміг би жоден майстер.
Основним типом житла в селі була хата, стіни якої білились з обох боків білою глиною, покладами якої й понині користуються односельчани та жителі навколишніх сіл.
Обов'язковим атрибутом біловибіленої хати з давніх — давен служив український рушник.
Рушники — старовинні обереги дому. Бо як говорилось в народі «Дім без рушників — як сім'я без дітей».
Назва кожного рушника залежала від його призначення.
Не вишитий, навіть не вибілений, з цупких ниток рушник служив для рук, обличчя, тіла, вони називаються утирачі, гостеві підносили завжди окремий утирач.
Не вибілювали й стирачі — рушники для витирання стола, лавок, посуду. Зі стирачем господиня ходила корову доїти, ним накривали хліб, тісто в діжці.
Гордістю кожної родини був божник, або покутник — рушник для образів. Для них брали гарне тонке, вибілене полотно.
Красивими були й кілкові рушники, які прикрашали картини, дзеркала рамки з фотографіями. Кожен, хто заходив до хати, зразу ж міг оцінити роботу майстринь, дивлячись на рушники.

## Відомі люди
- Кидрук Іван Миколайович (1947) — український письменник-гуморист.
- Сидорчик Іван Степанович (1955) — український журналіст, письменник, член Національної спілки письменників України.
- Федоров Віктор Миколайович (1962—2009) — український бізнесмен, генеральний директор Заводу електронно-променевої металургії ТОВ «ФІКО», меценат.